# Romanian Open 2000
Il Romanian Open 2000 è stato un torneo di tennis giocato sulla terra rossa. È stata l'8ª edizione del Romanian Open, che fa parte della categoria International Series nell'ambito dell'ATP Tour 2000.
Si è giocato all'Arenele BNR di Bucarest in Romania, dall'11 settembre al 17 settembre 2000.

## Campioni

### Singolare
Joan Balcells ha battuto in finale  Markus Hantschk con il punteggio di 6–3, 3–6, 7–6(1)

### Doppio
Alberto Martín /  Eyal Ran hanno battuto in finale  Devin Bowen /  Mariano Hood con il punteggio di 7–6(4), 6–1